# Audeux
Audeux és un municipi francès situat al departament del Doubs i a la regió de Borgonya - Franc Comtat. L'any 2007 tenia 442 habitants.

## Demografia

### Població
El 2007 la població de fet d'Audeux era de 442 persones. Hi havia 172 famílies de les quals 44 eren unipersonals (16 homes vivint sols i 28 dones vivint soles), 56 parelles sense fills, 60 parelles amb fills i 12 famílies monoparentals amb fills.
La població ha evolucionat segons el següent gràfic:
Habitants censats

### Habitatges
El 2007 hi havia 179 habitatges, 177 eren l'habitatge principal de la família, 1 era una segona residència i 1 estava desocupat. 139 eren cases i 40 eren apartaments. Dels 177 habitatges principals, 135 estaven ocupats pels seus propietaris, 39 estaven llogats i ocupats pels llogaters i 3 estaven cedits a títol gratuït; 16 tenien dues cambres, 22 en tenien tres, 32 en tenien quatre i 107 en tenien cinc o més. 165 habitatges disposaven pel capbaix d'una plaça de pàrquing. A 72 habitatges hi havia un automòbil i a 97 n'hi havia dos o més.

### Piràmide de població
La piràmide de població per edats i sexe el 2009 era:
| Homes | Edats   | Dones |
| ----- | ------- | ----- |
| 0     | 95 o +  | 0     |
| 0     | 90 a 94 | 0     |
| 0     | 85 a 89 | 0     |
| 0     | 80 a 84 | 0     |
| 0     | 75 a 79 | 4     |
| 12    | 70 a 74 | 4     |
| 4     | 65 a 69 | 8     |
| 8     | 60 a 64 | 8     |
| 8     | 55 a 59 | 12    |
| 16    | 50 a 54 | 20    |
| 12    | 45 a 49 | 24    |
| 12    | 40 a 44 | 12    |
| 20    | 35 a 39 | 16    |
| 8     | 30 a 34 | 4     |
| 8     | 25 a 29 | 12    |
| 12    | 20 a 24 | 16    |
| 16    | 15 a 19 | 8     |
| 20    | 10 a 14 | 4     |
| 4     | 5 a 9   | 4     |
| 8     | 0 a 4   | 16    |

## Economia
El 2007 la població en edat de treballar era de 297 persones, 246 eren actives i 51 eren inactives. De les 246 persones actives 228 estaven ocupades (118 homes i 110 dones) i 18 estaven aturades (11 homes i 7 dones). De les 51 persones inactives 21 estaven jubilades, 14 estaven estudiant i 16 estaven classificades com a «altres inactius».

### Ingressos
El 2009 a Audeux hi havia 176 unitats fiscals que integraven 458,5 persones, la mediana anual d'ingressos fiscals per persona era de 21.114 €.

### Activitats econòmiques
Dels 10 establiments que hi havia el 2007, 2 eren d'empreses de construcció, 1 d'una empresa de comerç i reparació d'automòbils, 1 d'una empresa d'informació i comunicació, 1 d'una empresa financera, 1 d'una empresa immobiliària, 1 d'una empresa de serveis i 3 d'entitats de l'administració pública.
Dels 2 establiments de servei als particulars que hi havia el 2009, 1 era una autoescola i 1 lampisteria.
L'any 2000 a Audeux hi havia 4 explotacions agrícoles.

## Equipaments sanitaris i escolars
El 2009 hi havia una escola elemental integrada dins d'un grup escolar amb les comunes properes formant una escola dispersa.

## Poblacions més properes
El següent diagrama mostra les poblacions més properes.